# Солдат апокаліпсису
«Солдат апокаліпсису» (англ. Omega Doom) — американський фантастичний фільм 1996 року.

## Сюжет
Далеке майбутнє. Ті що залишилися в живих після глобальної атомної катастрофи приречені на повільну смерть у моторошному холоді ядерної зими. Але є небезпека, яка страшніше голоду і радіації — це армія роботів, які влаштували полювання на людей.

## У ролях
- Рутгер Гауер — Омега Дум
- Шеннон Віррі — Зед, головний дроїд
- Норберт Вайссер — Голова
- Тіна Коте — Чорне серце, Ром
- Анна Катаріна — бармен
- Джилл Пірс — Зінк, Ром
- Саймон Поланд — Зед Ту, дроїд
- Сінтія Айрленд — Залізне лице, Ром
- Джахі Дж.Дж. Зурі — Марко, дроїд
- Ерл Вайт — Тітус, дроїд